# 塞古拉火山
塞古拉火山是美國的火山，位於塞古拉島，由阿拉斯加州負責管轄，距離安克雷奇1,976公里，海拔高度1,153米，山體在全新世時期形成。
52°00′55″N 178°08′12″E / 52.01528°N 178.13667°E